# Georg Cramer

Georg Cramer

Georg Cramer (* 12. Juni 1610 in Bachra; † 15. Februar 1676 in Leipzig) war ein deutscher Pädagoge.

## Leben
Cramer besuchte zunächst eine Schule in Kölleda und später das Martineum (Halberstadt) und das Ratsgymnasium Minden. Ab 1624 studierte er an der Universität Leipzig. 1633 wurde er Tertius an der Thomasschule zu Leipzig. Ein Jahr später übernahm er das Konrektorat. Von 1640 bis 1676 war er langjähriger Rektor der Schule; 1675 erhielt er den Substituten Johann Joachim Gesenius. In seine Amtszeit fiel 1648 das Ende des Dreißigjährigen Krieges, mit dessen Folgen viele Schüler zu kämpfen hatten. Die Stadt Leipzig begegnete den schlechten Bedingungen an der Schule mit höheren finanziellen Zuwendungen. Während seines Rektorats wurden u. a. Theateraufführungen ausgerichtet. Cramer war zudem Professor publicus. Sein Nachfolger als Rektor wurde Jakob Thomasius. 